# Койбаков, Сейтжан Мельдебекович
Сейтжан Мельдебекович Койбаков (каз. Сейітжан Мелдебекұлы Қойбақов; родился 5 марта 1954 года) — генерал-майор Комитета национальной безопасности Республики Казахстан, командир спецподразделения «Арыстан» КНБ в 2002—2006 годах, доктор юридических наук.

## Биография
Родился 5 марта 1954 года в Жуалынском районе Жамбылской области. Происходит из рода Шымыр племени дулат.
Окончил Ванновский гидромелиоративный техникум и Жамбылский гидромелиоративно-строительный институт (1980 год). В 1974—1976 годах служил в рядах Советской армии в составе Северной группы войск в Польше (проходил службу в воздушно-десантных войсках).
В 1976—1977 годах — слесарь Жамбылского завода Коммунального машиностроения, был освобождённым секретарём Комитета комсомола завода.
В 1978—1981 годах — инструктор орготдела, заведующий отдела обкома комсомола, второй секретарь горкома ЛКСМ Казахстана (Жамбылский горком комсомола). С 1977 года был комиссаром областного штаба студенческих строительных отрядов Жамбылского обкома комсомола.
С июля 1981 года зачислен в органы КГБ СССР. Он работал на различных оперативных должностях в Чуйском, Жанатасском горотделах Жамбылской области. Стал начальником разведподразделения и руководителем отдела по борьбе с терроризмом Жамбылского управления КГБ Казахской ССР.
В 1982 году окончил высшие курсы КГБ СССР.
В 1995 году утверждён на должность заместителя заведующего отделом Аппарата (Администрации) Президента Республики Казахстан по защите государственных секретов. В 1996 он был повышен до должности начальника главного управления контрразведки Казахстана. В это же время стал членом коллегии КНБ Республики Казахстан.
В 1997—1998 годах — начальник управления КНБ Республики Казахстан по Семипалатинской области, позже заместитель начальника департамента КНБ по Восточно-Казахстанской области.
В 1999 году назначен начальником департамента КНБ по Мангистауской области в городе Актау, проработал три с половиной года на этой должности. В 2002—2006 годах занимал должность начальника спецподразделения «Арыстан» КНБ в Астане. Ушёл в отставку после ареста ряда его подчинённых, обвинявшихся в похищении и убийстве Алтынбека Сарсенбаева.
В 2005 году ему присвоена степень доктора юридических наук. Опубликовал более 40 работ научного и научно-методического характера, в том числе монографии для слушателей Академии Комитета национальной безопасности РК.
С 2007 по 2012 года Койбаков работал в сфере подготовки научных кадров в учебных заведениях КНБ и службы внешней разведки, попутно став членом докторско-диссертационного совета Академии КНБ РК. С 2013 по 2014 — вице-президент АО «Центр военно-стратегических исследований».
В 2015 году Койбакова пригласили на должность заместителя председателя диссертационного совета Академии КНБ. В 2016 году он вступил в общенациональное движение против коррупции «Жанару», заняв пост заместителя председателя.
В 2018 году в составе Республиканского общественного объединения «Совет генералов» принял участие в мероприятиях по случаю 75-летия победы в Сталинградской битве, состоявшихся в Волгограде.
В декабре 2019 Койбаков Сейтжан Мельдебекович ответил на вопросы про борьбу с терроризмом в прямом эфире телеканала «Атамекен».

## Личная жизнь
Является родственником писателя, Героя Советского Союза и Народного Героя Казахстана Бауыржаном Момышулы. Есть сын Ерлан.
В мае 2019 по итогам конкурса «Мерейлі отбасы-2019» лучшей семьей столицы и обладателем Гран-при была признана семья Койбаковых.
Хобби — резьба по дереву. Мастер спорта по боксу.

## Награды и премии
- 15 медалей СССР и Казахстана[2]
- Благодарственная грамота Президента Республики Казахстан[2]
- Почетный гражданин Жуалынского района Жамбылской области[источник не указан 626 дней]
- Почетный сотрудник Комитета национальной безопасности Республики Казахстан[1] (почётный член Президиума)[17]
- Почетный член ассоциации «Альфа»[источник не указан 626 дней]